# Fabio Bollini
Fabio Bollini (ur. 19 września 1983 w Borgo Maggiore) – sanmaryński piłkarz występujący na pozycji obrońcy lub pomocnika, reprezentant San Marino w latach 2007–2013.

## Kariera klubowa
Bollini grę w piłkę nożną na poziomie seniorskim rozpoczął w połowie 2002 roku w SP Cailungo, gdzie grał przez dwa sezony. W latach 2004–2006 występował w SP Tre Fiori. Latem 2006 roku przeniósł się do SS Murata. W sezonie 2006/07 zdobył z tym klubem mistrzostwo San Marino, krajowy puchar oraz superpuchar. W lipcu 2007 roku zadebiutował w europejskich pucharach w dwumeczu z Tampere United (1:2, 0:2) w kwalifikacjach Ligi Mistrzów UEFA. W sezonie 2007/08 wywalczył z SS Murata krajowy dublet. W trakcie rozgrywek, dzięki zezwalającym na to przepisom FSGC, grał jednocześnie we włoskim zespole Sporting NovaValmarecchia (Prima Categoria Emilia–Romagna). W 2008 i 2009 roku wygrał w barwach SS Murata Superpuchar San Marino.
W latach 2010-2013 Bollini występował w SP La Fiorita, z którą wywalczył dwukrotnie Puchar (2011/12, 2012/13) oraz Superpuchar San Marino (2012). W 2013 roku został nominowany do nagrody Pallone di Cristallo, przyznawanej najlepszemu piłkarzowi w San Marino. Po odejściu z klubu na jeden rok zawiesił karierę sportową, będąc oficjalnie zarejestrowanym jako gracz FC Domagnano. Latem 2014 roku został graczem SS Folgore/Falciano. W sezonie 2014/15 wywalczył z tym klubem krajowy dublet. W połowie 2015 roku otrzymał drugą w karierze nominację do nagrody Pallone di Cristallo. W październiku tego samego roku zdobył Superpuchar San Marino po pokonaniu 2:0 SS Murata. Latem 2016 roku opuścił klub i przez kolejny rok był graczem AC Libertas, jednak nie rozegrał w jego barwach żadnego oficjalnego spotkania. Po sezonie 2016/17 definitywnie zakończył karierę zawodniczą.

## Kariera reprezentacyjna
W 2001 roku zaliczył 3 spotkania w reprezentacji San Marino U-19, z którą wziął udział w turnieju kwalifikacyjnym do Mistrzostw Europy 2002, rozegranym we Francji. Jego debiut miał miejsce 10 listopada 2001 w przegranym 0:5 meczu przeciwko gospodarzom. W latach 2002–2004 rozegrał 6 meczów w kadrze U-21 podczas eliminacji do Mistrzostw Europy 2004 i 2006.
W sierpniu 2007 roku otrzymał od Giampaolo Mazzy pierwsze powołanie do seniorskiej reprezentacji San Marino. 22 sierpnia tegoż roku zadebiutował wraz z bratem Gianlucą w przegranym 0:1 domowym meczu z Cyprem w ramach eliminacji Mistrzostw Europy 2008. Łącznie w latach 2007–2013 rozegrał w drużynie narodowej 15 spotkań, nie zdobył żadnej bramki. Wszystkie mecze zakończyły się porażkami San Marino.

## Życie prywatne
Jest żonaty, ma dwójkę dzieci. Jest bratem Gianluki Bolliniego. Z wykształcenia jest elektrotechnikiem. Po ukończeniu edukacji pracował jako magazynier, sprzedawca, a także prowadził wraz z bratem firmę transportowo-przeprowadzkową. Od 2013 roku pracuje w branży marketingu internetowego. W 2022 roku wraz z 12 innymi osobami został oskarżony o organizację piramidy finansowej polegającej na sprzedaży suplementów diety. Guardia di Finanza zabezpieczyła wówczas na poczet kary pieniądze i nieruchomości o wartości 2 mln 170 tys. euro.

## Sukcesy
SS Murata
- mistrzostwo San Marino: 2006/07, 2007/08
- Puchar San Marino: 2006/07, 2007/08
- Superpuchar San Marino: 2006, 2008, 2009

SP La Fiorita
- Puchar San Marino: 2011/12, 2012/13
- Superpuchar San Marino: 2012

SS Folgore/Falciano
- mistrzostwo San Marino: 2014/15
- Puchar San Marino: 2014/15
- Superpuchar San Marino: 2015